# Jud Fine
 Jud Fine (* 20. November 1944 in Los Angeles, Kalifornien, USA; lebt ebenda) ist ein zeitgenössischer US-amerikanischer Objektkünstler, Zeichner und Bildhauer.

## Leben und Werk
Jud Fine studierte Geschichte an der University of California in Santa Barbara bis 1966 und Kunst an der Cornell University in Ithaca, New York bis 1970. Jud Fine ist Graduate Program Director und Professor für Bildhauerei an der University of Southern California - School of Fine Arts.
Er nahm seit 1970 an zahlreichen Einzel- und Gruppenausstellungen, unter anderem an Ausstellungen in der Galerie Margo Leavin und Ronald Feldman Fine Arts in New York City teil. Seine Arbeiten sind in den Sammlungen des Museum of Contemporary Art in Los Angeles, im Los Angeles County Museum of Art, und im Museum of Contemporary Art in Chicago enthalten.
Er arbeitet häufig mit Barbara McCarren zusammen - zuletzt für die Gruppenausstellung Drawing Review in der Galerie Ronald Feldman Fine Arts.
Seine Skulpturen und Objekte sind aus vielfältigen Materialien erstellt: Er verwendet unter anderem Bambus-Stöcke, Kunststoffe, Holz, Metall, Steine, Kautschuk und Draht für seine Installationen.
Jud Fine war Teilnehmer der Documenta 5 in Kassel im Jahr 1972 in der Abteilung Individuelle Mythologien: Prozesse.